# Suuri Vuohisaari (ö i S:t Michel)
Suuri Vuohisaari är en ö i Finland. Den ligger i sjön Puula och i kommunen Hirvensalmi i den ekonomiska regionen  S:t Michel och landskapet Södra Savolax, i den södra delen av landet, 200 km norr om huvudstaden Helsingfors. Öns största längd är 1 kilometer i nord-sydlig riktning.